# HMS Dolphin (1751)
El HMS Dolphin fue un barco de la Marina Real Británica que se hizo famoso por su expedición alrededor del mundo liderada por el capitán John Byron. La expedición tuvo lugar entre 1764 y 1766 y tuvo como objetivo principal explorar regiones desconocidas del Pacífico y establecer la posición más austral del planeta.

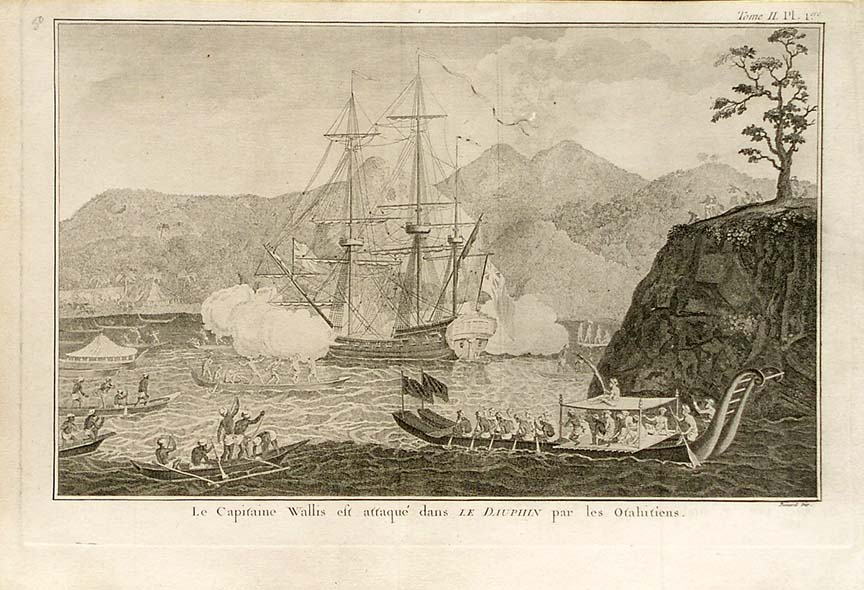
El HMS Dolphin en Tahití.

El 22 de junio de 1764, el HMS Dolphin partió de Inglaterra con John Byron al mando. Después de cruzar el Atlántico, el barco navegó hacia el sur hasta alcanzar la costa de América del Sur. Durante la travesía, el Dolphin hizo una breve escala en las Islas Malvinas, reclamadas por Gran Bretaña en ese momento.
Luego el Dolphin navegó hacia el oeste, pasando por el estrecho de Magallanes y llegando a las islas Tuamotu en la Polinesia Francesa. Allí, Byron y su tripulación hicieron contacto con los nativos y tomaron posesión de algunas de las islas en nombre de Gran Bretaña.
Continuando su exploración, el Dolphin llegó a Tahití, donde la tripulación tuvo la oportunidad de interactuar con los nativos y estudiar su cultura. Después de abandonar Tahití, el barco navegó hacia el norte y llegó a las Islas de la Sociedad, las Islas Cook y las Islas Tuvalu.
En marzo de 1766, el HMS Dolphin llegó a la costa este de Australia, convirtiéndose en uno de los primeros barcos europeos en explorar y cartografiar esa región. La expedición de Byron también pasó por Nueva Zelanda antes de poner rumbo a Inglaterra.
A pesar de haber enfrentado varias dificultades durante el viaje, incluyendo enfermedades y conflictos con los nativos, el HMS Dolphin logró completar su circunnavegación alrededor del mundo. La expedición de Byron fue significativa en términos de exploración y cartografía, ya que contribuyó a expandir el conocimiento europeo sobre el Pacífico y sus islas.
Después de su regreso a Inglaterra en mayo de 1766, el HMS Dolphin continuó en servicio activo en la Marina Real hasta que fue desguazado en 1777. La expedición de John Byron a bordo del Dolphin dejó un legado importante en la historia de la exploración marítima y contribuyó al conocimiento geográfico del Pacífico.